# 足立愛蔵
足立 愛蔵（足立 愛藏、あだち あいぞう、文久3年5月20日（1863年7月5日） - 1932年（昭和7年）2月23日）は、日本の陸軍軍人、最終階級は陸軍中将。位階勲等功級は正四位勲二等功三級

## 人物
阿波国（徳島県）出身。1883年（明治16年）12月25日、陸軍士官学校旧6期卒業。
のち1891年(明治24年)11月28日、陸軍大学校第7期卒業。
野砲兵第11連隊長、第9師団参謀長などを歴任し、1906年（明治39年）7月6日、第12師団参謀長に補され、1909年（明治42年）1月14日、に陸軍少将となり、澎湖島要塞司令官、台湾総督府陸軍参謀長、野戦砲兵第3旅団長を歴任した。1914年（大正3年）5月11日、陸軍中将に任官。旅順要塞司令官等を務めた。1917年（大正6年）1月17日、予備役編入。

## 栄典
位階
- 1884年（明治17年）2月9日 - 正八位[5]
- 1889年（明治22年）7月15日 - 従七位[6]
- 1895年（明治28年）9月20日 - 従六位[7]
- 1903年（明治36年）3月30日 - 従五位[8]
- 1908年（明治41年）5月11日 - 正五位[9]
- 1913年（大正2年）5月30日 - 従四位[10]
- 1917年（大正6年）2月10日 - 正四位[11]

勲章等
- 1889年（明治22年）11月29日 - 大日本帝国憲法発布記念章[12]
- 1914年（大正3年）11月30日 - 勲二等瑞宝章[13]